# Mons Ivar Mjelde
Mons Ivar Mjelde é um antigo atacante é um treinador da Noruega que nasceu em 17 de Novembro de 1967 em Osterøy.

## Clubes

### Jogador
- 1989-1990 : SK Brann  Noruega
- 1991 : Bryne FK  Noruega
- 1992-1994 : Lillestrøm SK  Noruega
- 1994-1995 : FK Austria Wien  Áustria
- 1996-2000 : SK Brann  Noruega
- 2001 : Sogndal Fotboll  Noruega
- 2001 : SK Brann  Noruega

### Treinador
- 2002 : SK Brann II  Noruega
- 2003-2008 : SK Brann  Noruega
- 2009- : Bryne FK  Noruega